# 블룸-번스 협정
블룸-번스 협정(영어: Blum–Byrnes agreements, 프랑스어: accord Blum-Byrnes)은 1946년 5월 28일 미국 제임스 F. 번스 국무장관과 장 모네 등 프랑스 레옹 블룸 정부의 대표들이 서명한 미국과 프랑스 간의 여러 조약들을 일컫는다. 이 조약은 미국에 대한 프랑스의 부채를 탕감하고 새로운 신용을 제공하는 대신 프랑스 시장, 특히 영화 시장을 미국 기업들에게 개방하는 것을 골자로 하였다.